# Chelsea Football Club 1992-1993
Questa voce raccoglie le informazioni riguardanti il Chelsea Football Club nelle competizioni ufficiali della stagione 1992-1993.

## Stagione
Il club londinese termina in undicesima posizione il campionato con un totale di quattordici vittorie, quattordici pari e quattordici sconfitte.
Il Chelsea inizia l'FA Cup dal terzo turno, dove perde 1-2 contro il Middlesbrough e quindi viene eliminato.
Il club londinese inizia la Football League Cup dal secondo turno, dove vince all'andata 3-0 contro il Walsall FC e al ritorno 1-0, nel terzo turno batte 2-1 il Newcastle United, nel quarto pareggia 2-2 contro l'Everton, nel replay lo batte 1-0, nei quarti viene battuto 1-3 dal Crystal Palace FC e dunque eliminato.

## Maglie e sponsor
Nella stagione 1992-1993 del Chelsea il main sponsor è Commodore, lo sponsor tecnico è Umbro. La divisa primaria è costituita da maglia blu con colletto a polo bianco con decorazioni rosse, è presente una decorazione a "rombi" nel body di colorazione blu scuro, i pantaloncini sono blu e i calzettoni bianchi, entrambi con decorazioni blu, bianche e rosse. La seconda divisa è formata da maglia a strisce biancoosse con colletto alla coreana blu, le estremità delle maniche sono blu, i pantaloncini sono rossi con le estremità inferiori bianche e i calzettoni sono rossi con estremità superiori albine. La terza è formata da maglia gialla con colletto a polo blu, è presente una decorazione blu che va dalle maniche al body, i pantaloncini e i calzettoni sono gialli con decorazioni blu.
| Casa | Trasferta | Terza divisa |

## Rosa[4]
| N. |                             | Ruolo | Calciatore       |
| -- | --------------------------- | ----- | ---------------- |
|    | Inghilterra (bandiera)      | P     | Dave Beasant     |
|    | Inghilterra (bandiera)      | P     | Alec Chamberlain |
|    | Irlanda (bandiera)          | P     | Nick Colgan      |
|    | Inghilterra (bandiera)      | P     | Kevin Hitchcock  |
|    | Russia (bandiera)           | P     | Dmitri Kharine   |
|    | Irlanda (bandiera)          | P     | Gerry Peyton     |
|    | Inghilterra (bandiera)      | D     | Anthony Barness  |
|    | Inghilterra (bandiera)      | D     | Paul Elliott     |
|    | Inghilterra (bandiera)      | D     | David Lee        |
|    | Inghilterra (bandiera)      | D     | Andy Myers       |
|    | Inghilterra (bandiera)      | D     | Ian Pearce       |
|    | Inghilterra (bandiera)      | D     | Frank Sinclair   |
|    | Galles (bandiera)           | D     | Darren Barnard   |
|    | Galles (bandiera)           | D     | Gareth Hall      |
|    | Scozia (bandiera)           | D     | Steve Clarke     |
|    | Irlanda del Nord (bandiera) | C     | Mal Donaghy      |

| N. |                        | Ruolo | Calciatore        |
| -- | ---------------------- | ----- | ----------------- |
|    | Norvegia (bandiera)    | C     | Erland Johnsen    |
|    | Scozia (bandiera)      | C     | Craig Burley      |
|    | Scozia (bandiera)      | C     | David Hopkin      |
|    | Inghilterra (bandiera) | C     | Damian Matthew    |
|    | Inghilterra (bandiera) | C     | Eddie Newton      |
|    | Inghilterra (bandiera) | C     | Nigel Spackman    |
|    | Inghilterra (bandiera) | C     | Graham Stuart     |
|    | Inghilterra (bandiera) | C     | Andy Townsend     |
|    | Inghilterra (bandiera) | C     | Dennis Wise       |
|    | Inghilterra (bandiera) | A     | Mick Harford      |
|    | Inghilterra (bandiera) | A     | Steve Livingstone |
|    | Inghilterra (bandiera) | A     | Neil Shipperley   |
|    | Scozia (bandiera)      | A     | Robert Fleck      |
|    | Scozia (bandiera)      | A     | John Spencer      |
|    | Irlanda (bandiera)     | A     | Tony Cascarino    |

## Calciomercato
| Arrivi | Arrivi              | Arrivi         | Arrivi   |
| R.     | Nome                | da             | Modalità |
| ------ | ------------------- | -------------- | -------- |
| P      | Alec Chamberlain    | Luton Town     | ?        |
| A      | Stephen Livingstone | Blackburn      | ?        |
| P      | Gerry Peyton        | Brentford      | ?        |
| P      | Dmitriy Kharin      | CSKA Mosca     | ?        |
| C      | Nigel Spackman      | Rangers        | ?        |
| D      | Anthony Barness     | Charlton       | ?        |
| A      | Robert Fleck        | Norwich City   | ?        |
| A      | Mick Harford        | Luton Town     | ?        |
| P      | Nick Colgan         | Drogheda Utd   | ?        |
| A      | Joe Allon           | Port Vale      | ?        |
| D      | Malachy Donaghy     | Manchester Utd | ?        |
| D      | David Lee           | Plymouth       | ?        |
| A      | John Spencer        | Rangers        | ?        |

| Partenze | Partenze       | Partenze      | Partenze |
| R.       | Nome           | a             | Modalità |
| -------- | -------------- | ------------- | -------- |
| D        | Graeme Le Saux | Blackburn     | ?        |
| A        | Mick Harford   | Sunderland    | ?        |
| P        | Gerry Peyton   | Everton       | ?        |
| A        | Joe Allon      | Brentford     | ?        |
| C        | Vinnie Jones   | MK Dons       | ?        |
| C        | Alan Dickens   | West Bromwich | ?        |
| A        | Kerry Dixon    | Southampton   | ?        |
| D        | Kenneth Monkou | Southampton   | ?        |

## Statistiche

### Statistiche di squadra
| Competizione        | Punti | Totale | Totale | Totale | Totale | Totale | Totale |
| Competizione        | Punti | G      | V      | N      | P      | Gf     | Gs     |
| ------------------- | ----- | ------ | ------ | ------ | ------ | ------ | ------ |
| Campionato          | 53    | 42     | 14     | 14     | 14     | 51     | 54     |
| FA Cup              | -     | 1      | 0      | 0      | 1      | 1      | 2      |
| Football League Cup | -     | 6      | 4      | 1      | 1      | 10     | 6      |
| Totale              | -     | 49     | 18     | 15     | 16     | 62     | 62     |